# Cécile Storti
Cécile Storti (ur. 5 kwietnia 1983 w Évian-les-Bains) – francuska biegaczka narciarska, wicemistrzyni świata juniorów.

## Kariera
Po raz pierwszy na arenie międzynarodowej Cécile Storti pojawiła się 5 stycznia 2000 roku w Furtwangen w zawodach Pucharu Kontynentalnego, zajmując 35. miejsce w biegu na 5 km techniką klasyczną. Rok później wystąpiła na mistrzostwach świata juniorów w Szklarskiej Porębie, gdzie zajęła 30. miejsce w biegu na 5 km techniką klasyczną i 32. miejsce w sprincie stylem dowolnym. Na rozgrywanych rok później mistrzostwach świata juniorów w Schonach zdobyła srebrny medal w biegu na 5 km stylem dowolnym, ulegając tylko swej rodaczce Élodie Bourgeois-Pin. W Pucharze Świata zadebiutowała 6 lutego 2004 roku w La Clusaz, zajmując 47. miejsce w biegu na 10 km stylem dowolnym. Pierwsze punkty zdobyła 15 grudnia 2005 roku w Canmore, gdzie była szesnasta na tym samym dystansie. Nigdy nie stała na podium zawodów pucharowych. W klasyfikacji generalnej najlepszy wynik osiągnęła w sezonie 2009/2010, który ukończyła na 77. pozycji. W 2006 roku była członkinią sztafety podczas igrzysk olimpijskich w Turynie, gdzie Francuzki były dziewiąte. Na rozgrywanych cztery lata później igrzyskach w Vancouver była szósta w sztafecie, a bieg łączony na 15 km ukończyła na 44. pozycji. W 2005 roku brała udział w mistrzostwach świata w Oberstdorfie, zajmując trzydzieste miejsce w biegu na 10 km stylem dowolnym oraz dziewiąte w sztafecie. Wystąpiła także podczas mistrzostw świata w Libercu w 2009 roku, gdzie w biegu łączonym zajęła 42. miejsce, a rywalizacji na dystansie 30 km techniką dowolną nie ukończyła. W 2010 roku zakończyła karierę.

## Osiągnięcia

### Igrzyska olimpijskie
| Miejsce | Dzień     | Rok  | Miejscowość | Konkurencja             | Czas biegu  | Strata      | Zwyciężczyni      |
| ------- | --------- | ---- | ----------- | ----------------------- | ----------- | ----------- | ----------------- |
| 9.      | 18 lutego | 2006 | Turyn       | Sztafeta 4x5 km         | 54:47,7 min | +1:53,7 min | Rosja             |
| 19.     | 19 lutego | 2010 | Vancouver   | 2x7,5 km bieg łączony   | 39:58,1 min | +4:26,2 min | Marit Bjørgen     |
| 6.      | 25 lutego | 2010 | Vancouver   | Sztafeta 4x5 km         | 55:19,5 min | +1:11,1 min | Norwegia          |
| DNF     | 27 lutego | 2010 | Vancouver   | 30 km stylem klasycznym | 1:30:33,7 h | -           | Justyna Kowalczyk |

### Mistrzostwa świata
| Miejsce | Dzień     | Rok  | Miejscowość | Konkurencja           | Czas biegu  | Strata      | Zwyciężczyni        |
| ------- | --------- | ---- | ----------- | --------------------- | ----------- | ----------- | ------------------- |
| 30.     | 17 lutego | 2005 | Oberstdorf  | 10 km stylem dowolnym | 26:27,6 min | +2:47,6 min | Kateřina Neumannová |
| 9.      | 21 lutego | 2005 | Oberstdorf  | Sztafeta 4x5 km       | 57:15,7 min | +2:49,6 min | Norwegia            |
| 42.     | 21 lutego | 2009 | Liberec     | 2x7.5 km bieg łączony | 40:55,3 min | +4:18,6 min | Justyna Kowalczyk   |
| DNF     | 28 lutego | 2009 | Liberec     | 30 km stylem dowolnym | 1:16:10,6 h | -           | Justyna Kowalczyk   |

### Mistrzostwa świata juniorów
| Miejsce | Dzień       | Rok  | Miejscowość      | Konkurencja            | Wynik     | Strata  | Zwyciężczyni         |
| ------- | ----------- | ---- | ---------------- | ---------------------- | --------- | ------- | -------------------- |
| 30.     | 1 lutego    | 2001 | Szklarska Poręba | 5 km stylem klasycznym | 15:42,6   | +1:45,6 | Lina Andersson       |
| 4.      | 3 lutego    | 2001 | Szklarska Poręba | Sprint stylem dowolnym | ?         | -       | Pirjo Manninen       |
| 7.      | 4 lutego    | 2001 | Szklarska Poręba | Sztafeta 4x5 km        | 1:05:16,6 | +1:44,2 | Finlandia            |
| 2.      | 24 stycznia | 2002 | Schonach         | 5 km stylem dowolnym   | 16:15,1   | +27,5   | Élodie Bourgeois-Pin |

### Puchar Świata

#### Miejsca w klasyfikacji generalnej
- sezon 2005/2006: 85.
- sezon 2008/2009: 84.
- sezon 2009/2010: 77.

#### Miejsca na podium
Storti nie stała na podium zawodów PŚ.